# Гущина, Наталья Александровна
Наталья Александровна Гущина (10 ноября 1982, Голышманово, Голышмановский район, Тюменская область, РСФСР, СССР) — российская женщина-борец вольного стиля, призёр чемпионата Европы, мастер спорта России международного класса.

## Спортивная карьера
Является воспитанницей Голышмановской ДЮСШ, где тренировалась у Виктора Синельникова. В апреле 2001 года в Будапеште, уступив в финале гречанке Софии Пумпуриду, стала серебряным призёром чемпионата Европы. После окончания спортивной карьеры работает тренером-преподавателем по вольной борьбе СДЮСШОР (Голышманово).

## Спортивные результаты
- Чемпионат мира среди кадетов 1999 — 4;
- Чемпионат Европы среди юниоров 2000 — ;
- Чемпионат мира среди юниоров 2000 — ;
- Чемпионат Европы 2001 — ;
- Чемпионат мира среди юниоров 2001 — ;
- Чемпионат Европы среди юниоров 2002 — ;